# Amanti di sovrani inglesi
Amante reale (Royal mistress) è il titolo non ufficiale usato per riferirsi alle amanti dei Re d'Inghilterra prima o dopo la loro ascesa al trono. Per convenzione le amanti diventavano persone influenti.

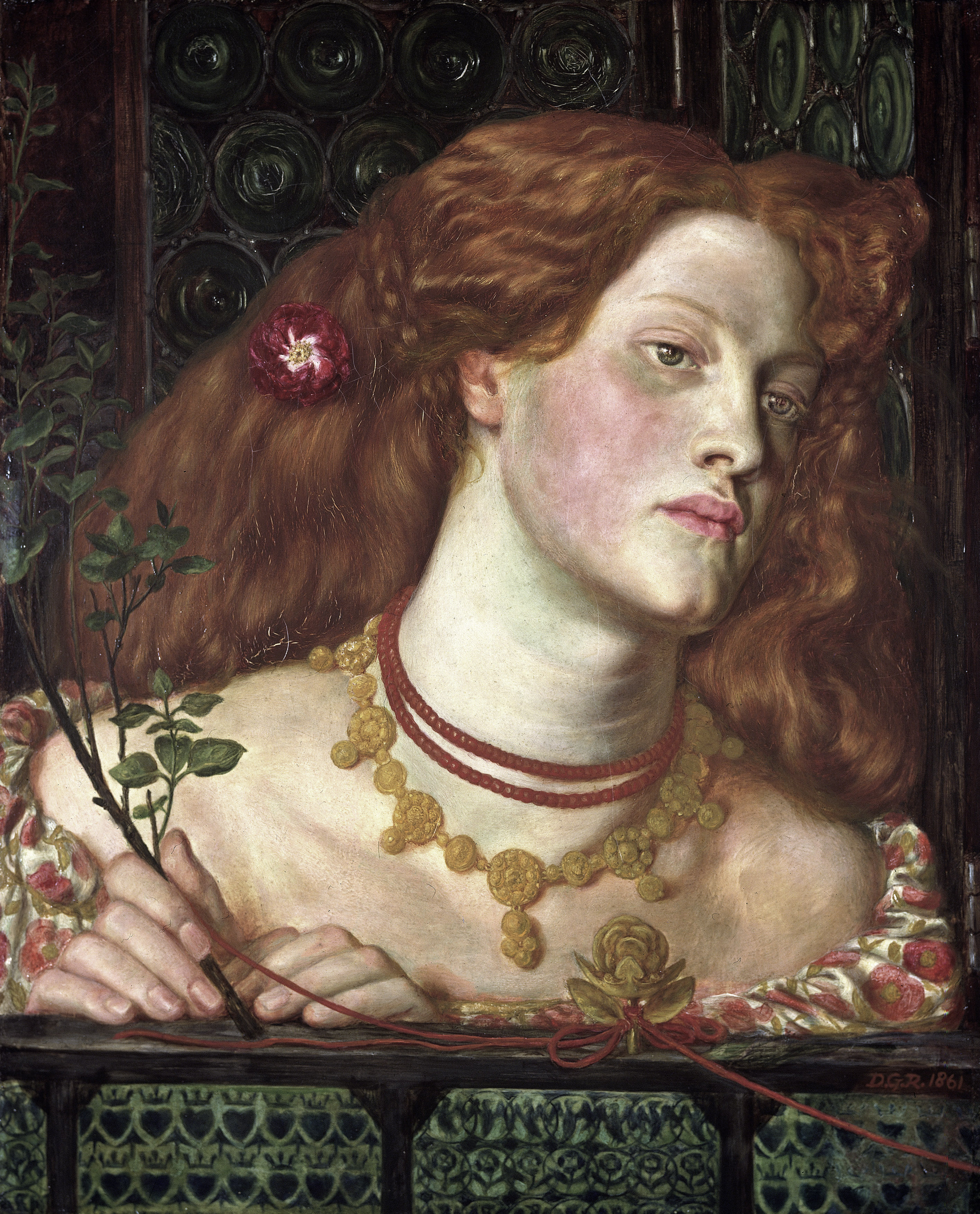
Ritratto di Fair Rosamund, l'amante più famosa di Enrico II d'Inghilterra, di Dante Gabriel Rossetti (1828–1882), 1861.

## Motivazioni
Il motivo principale che spingeva i re ad avere amanti sembra essere dovuto al fatto che i matrimoni reali erano generalmente frutto di calcolo politico e non di una reale attrazione tra i coniugi. Il più delle volte infatti i sovrani inglesi erano spinti, per questioni dinastiche, a procreare eredi di sangue reale per rispettare i trattati e per le enormi doti che spesso accompagnavano le loro consorti.
Inoltre generalmente le consorti erano rigorosamente educate al senso di castità e per un re questo era un ostacolo difficile da superare. Se poi si aggiunge il fatto che spesso non vi era alcuna attrazione fisica tra i due coniugi, si creava una situazione che, per la sensibilità del tempo, richiedeva l'impiego delle amanti reali.

## Relazione tra l'amante e il re
Al di là del rapporto fisico, l'amante reale aveva anche il dovere di rimanere rigidamente nell'ambito delle sue prerogative e dei suoi compiti. Un'amante doveva essere spiritosa, affascinante e loquace, ma doveva sempre ricordarsi di prestare ascolto e accondiscendere alle richieste del re, restando sempre a sua disposizione. Lo stress causato dal fatto di doversi sempre comportare in maniera impeccabile, poteva a volte portare alla morte prematura della donna.

## Relazione tra l'amante e la regina
I rapporti tra la regina e l'amante variavano tra l'accettazione e la gelosia. Alcune mogli erano contente e anche felici di essere soppiantate nel letto matrimoniale. Mogli docili come Carolina di Ansbach, moglie di Giorgio II, spesso guadagnavano il rispetto e l'affetto del marito.
La situazione opposta (come con Eleonora d'Aquitania, moglie di Enrico II) potrebbe portare all' odio per il marito e al ridicolo per la sua regina. Spesso, le amanti reali inglesi servivano anche da dama di compagnia della regina e questo spesso portava ad un rapporto sorprendentemente affettuoso tra le due. Tuttavia, questo poteva anche diventare teso quando un'amante dava alla luce un figlio, che il re spesso amava più della sua prole legittima.
Questi sottolinea inoltre ciò che si verificò nel caso di Edoardo II a causa delle sue presunte relazioni omosessuali con Pietro Gaveston (conte di Cornovaglia) e Hugh Despenser. La regina Isabella, in seguito prese Roger Mortimer, I Conte di March (barone di Wigmore, conte di March e barone consorte di Geneville) come suo amante, cosa che portò a un colpo di Stato e alla deposizione di Edoardo.

## Panoramica delle amanti reali

### Epoca normanna e dei Plantageneti (1066-1485)
Fino a prima del XV secolo non esistono molte documentazioni sul fenomeno. Per esempio è documentato che Riccardo III, ebbe due figli dalla stessa madre. I bambini erano Giovanni di Gloucester e Katherine, seconda moglie di William Herbert, Conte di Pembroke. La loro madre è stata identificata come Katherine Haute ma non si sa quasi nulla di lei. Questa mancanza è dovuta in parte all'influenza della Chiesa cattolica romana che disapprovava l'adulterio. 
La conoscenza delle specificità del fenomeno delle amanti reali si accresce durante il Rinascimento inglese, grazie anche alla riforma anglicana sotto Enrico VIII.
Enrico II era noto per le sue infedeltà. Nel suo caso però, si hanno solo scarse notizie sulle sue amanti: nomi, date di nascita e di morte e poche descrizioni fisiche.

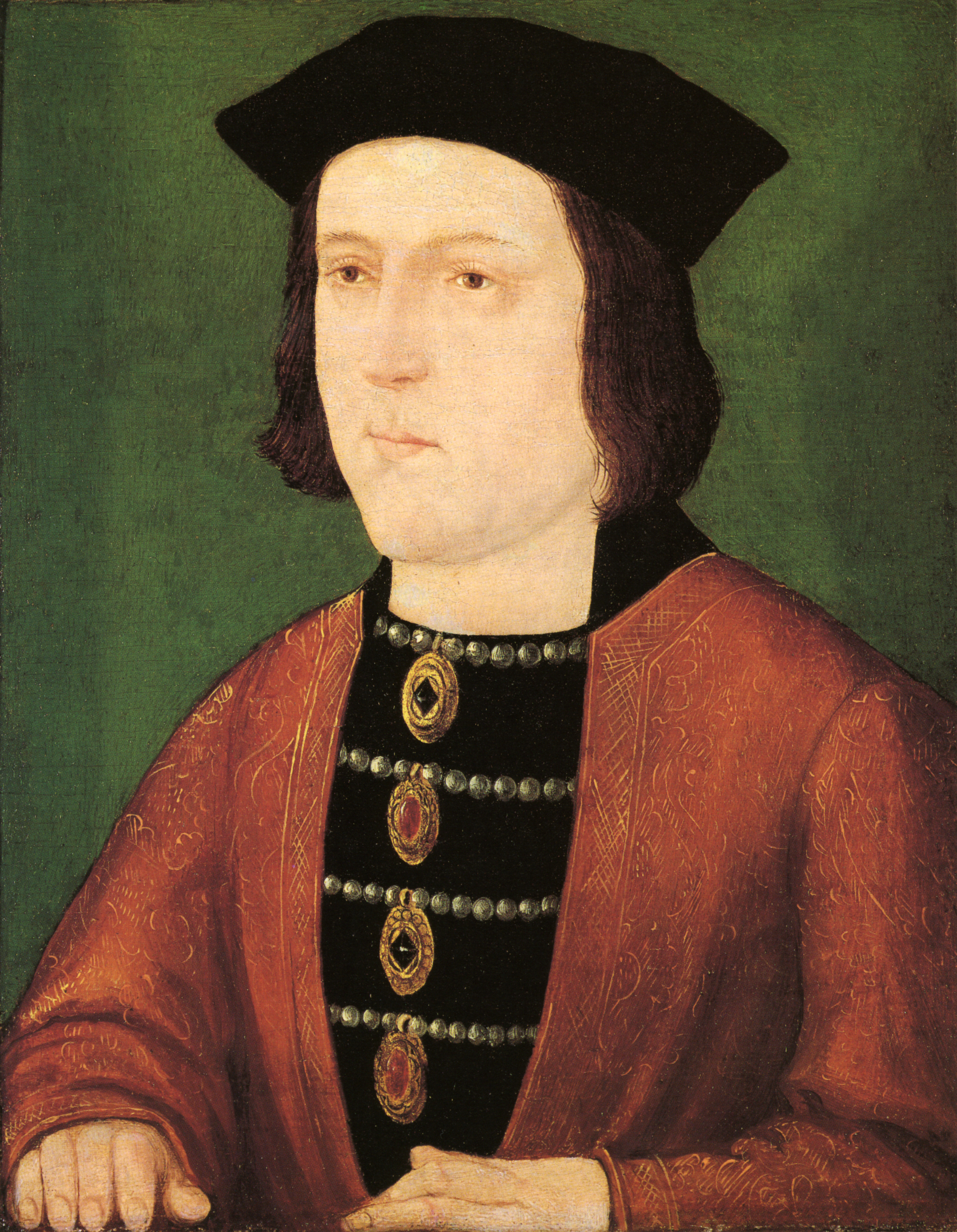
Edoardo IV.

L'unico re Plantageneto di cui si abbiano notizie abbastanza dettagliate è Edoardo IV. Nel suo caso sono rimaste documentazioni sui nomi e sulle azioni delle donne, questo principalmente perché egli prometteva loro il matrimonio (come nel caso di Elizabeth Lucy e di Lady Eleanor Talbot, figlia di John Talbot, conte di Shrewsbury), anche se non ci sono prove per dimostrare che questi matrimoni abbiano effettivamente avuto luogo. Dopo la morte di Edoardo infatti, Riccardo III utilizzando la situazione caotica creata dalle amanti di Edoardo, si impadronì del trono, costringendo nel 1483 Jane Shore ad un cammino di penitenza per la sua relazione extraconiugale con il re. Dichiarò in seguito che il matrimonio con Elisabetta Woodville non era valido, sostenendo che Eleanor Talbot era stata la moglie legale di Edoardo.

### Epoca Tudor (1485-1603)
Il primo re Tudor, Enrico VII, non aveva molti amanti, pur avendo sposato Elisabetta di York per ragioni dinastiche. L'unico figlio illegittimo attribuito a Enrico VII fu Sir Roland de Velville o Veleville, nato nel 1474, dodici anni prima del matrimonio di Enrico con Elisabetta, avvenuto il 18 gennaio 1486.

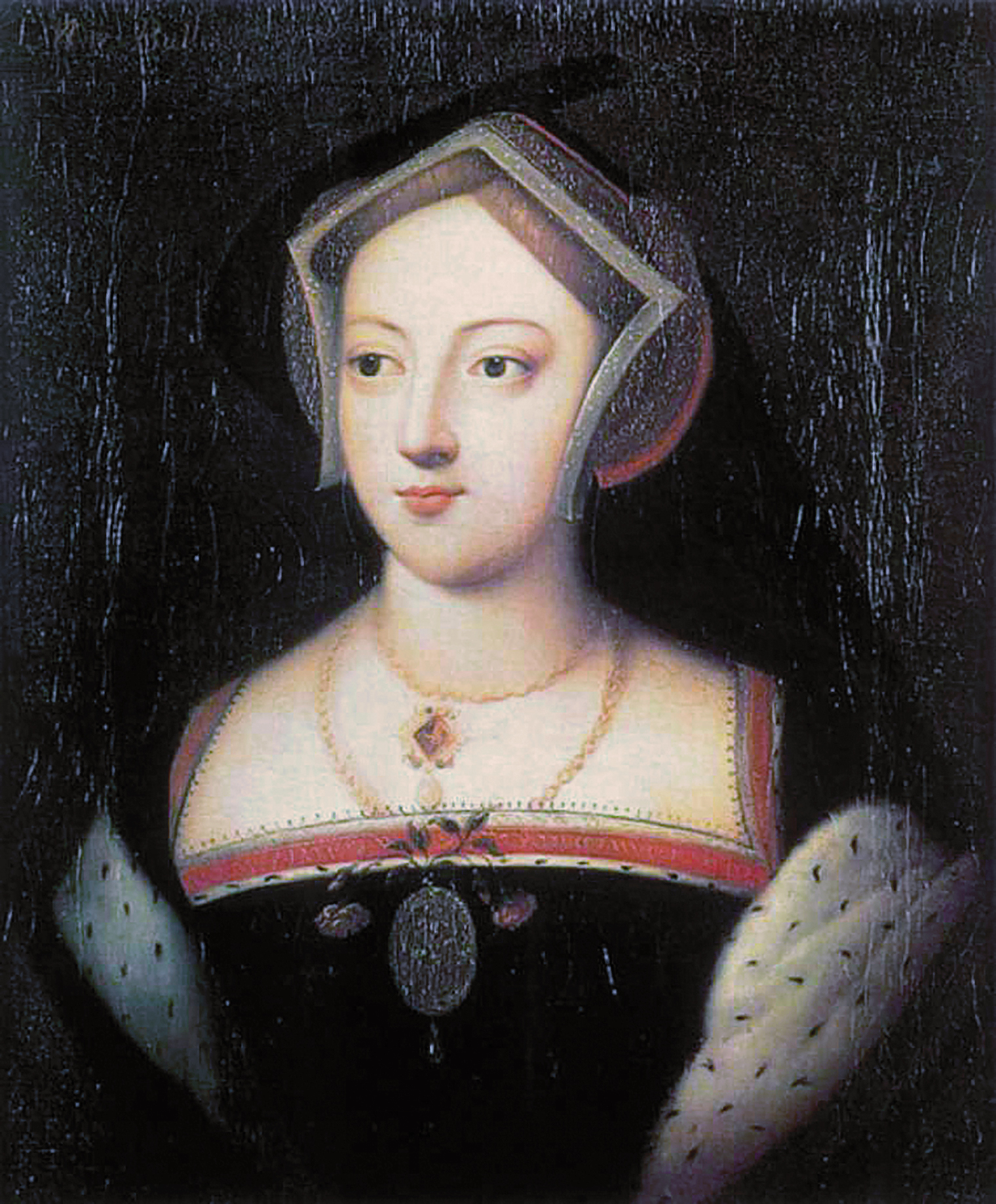
Maria Bolena

In netto contrasto con Enrico VII, è suo figlio e successore, Enrico VIII, il cui eccesso libidico è noto ma forse esagerato. La sua prima amante, nel 1514, fu una francese di nome Jane Popincourt, sua insegnante di lingue e delle sorelle Margherita e Maria.
La successiva amante di Enrico VIII fu Elizabeth Blount, che aveva diciassette o diciotto anni, quando raggiunse l'apice della sua potenza nel 1518. Nel 1519, Elisabetta diede alla luce un bambino che chiamò Henry Fitzroy. Elizabeth Blount venne infine fatta sposare con Gilbert Tailboys, I barone Tailboys di Kyme, uno dei suoi cortigiani.
L'amante seguente fu un'altra inglese, Maria Bolena (figlia di Thomas Boleyn, conte del Wiltshire, conte di Ormond, visconte di Rochford e cavaliere del Bagno), che viveva in Francia. Alla corte francese era, come Jane Popincourt, nota per la sua promiscuità: il libertino Francesco I di Francia, reputato essere "circondato da donne", si vantava che lui, come la maggior parte dei suoi amici, aveva dormito con Maria Bolena, descrivendola come "un grande prostituta, infame soprattutto." Anche se la donna era sposata con Sir William Carey quando la sua relazione con Enrico iniziò nel 1520. Maria venne poi mandata a vivere in campagna con il marito.
La successiva amante di Enrico VIII era Anna Bolena (figlia di Thomas Boleyn, conte del Wiltshire, conte di Ormond, visconte di Rochford e cavaliere del Bagno), sorella di Maria. Nel momento in cui Enrico notò per la prima volta Anna, erano state appena iniziate le procedure per il suo divorzio da Caterina d'Aragona. Anna si rifiutò di dormire con lui, a meno che non fosse stata sua moglie. Divenne infine la sua amante nel vero senso della parola, nel 1532 (sei anni dopo la prima volta che l'aveva notata), e il 25 gennaio 1533 lei e Enrico si sposarono. Enrico sposò, successivamente, Jane Seymour, Anna di Clèves, Catherine Howard e Catherine Parr. Ma dall'inizio del suo terzo matrimonio alla morte, Enrico non più ebbe amanti. Altri figli illegittimi furono Thomas Stukley, John Perrot e Etheldreda Malte, tutti nati nel 1520.

### Era Stuart (1603-1714)
Giacomo VI di Scozia succedette a Elisabetta I, prendendo il nome di Giacomo I. Fu ampiamente sospettato di essere omosessuale, ed ebbe una serie di rapporti con gli uomini (sia più vecchi che più giovani di lui) per tutta la vita, gli ultimi dei quali con Robert Carr (visconte di Rochester e conte di Somerset) e George Villiers (duca di Buckingham).
Robert Carr attirò l'attenzione del re quando cadde da cavallo e si ruppe una gamba nel corso di una giostra. Il re lo curò e controllava i suoi infermieri, medici e la dieta. Dopo aver recuperato le forze, Carr divenne un preferito del re e venne subito fatto cavaliere e poi visconte di Rochester, e creato conte di Somerset in rapida successione. Al re non importava se i suoi preferiti fossero sposati o no. Quando Robert Carr espresse l'amore per Frances Howard, una donna già sposata con Robert Devereux, III conte di Essex, il re fece annullare il precedente matrimonio, il 25 settembre 1613, in modo che Somerset potesse legittimamente sposarsi con lei, il 26 dicembre 1613.
Tuttavia l'affetto del re per Robert durò poco. Il 15 settembre 1613, dieci giorni prima l'annullamento, Thomas Overbury morì avvelenato con acido solforico mentre era imprigionato nella Torre di Londra. Overbury era amico di Robert, ma ferventemente contro il suo matrimonio con Frances. Nel mese di aprile, i sostenitori del sindacato aveva cercato di rimuoverlo convincendo Giacomo I ad assegnargli il ruolo di ambasciatore alla corte di Michele di Russia. Edward Coke e Francis Bacon lavorarono insieme nel processo contro gli avvelenatori, che iniziò nel 1615, per poi finire nei primi mesi del 1616. Frances venne dichiarata colpevole di aver assunto gli avvelenatori e orchestrato l'omicidio. Robert sostenne l'ignoranza come linea di difesa, ma venne ugualmente condannato a morte assieme alla moglie come complice. Il re convertì le condanne al carcere. Quando vennero rilasciati, non riacquistarono più la loro posizione a corte.
L'ascesa di George Villiers, in seguito alla deposizione di Robert Carr, fu così veloce che i contemporanei lo descrissero come un volo piuttosto che una crescita e molti predissero che la sua caduta in disgrazia sarebbe stata altrettanto rapida. La famiglia dell'ambizioso Howard organizzò affinché un ragazzo di nome William Monson conoscesse il re. William era il secondo figlio di William Monson, ma ottenere una maggiore fama come uno dei regicidi di Carlo I d'Inghilterra.
Tuttavia, la posizione di Villiers dimostrò di essere di lunga durata, e il rapporto con Giacomo aveva un elemento paterno. George sposò Katherine Manners (figlia di Francis Manners, conte di Rutland e barone di Ros), la più ricca ereditiera d' Inghilterra ed erede del titolo e delle proprietà associate alla baronia di Ros, che avrebbe ereditato nel 1632. Giacomo ricoprì la famiglia Villiers con titoli e denaro, che li rese tra i più potenti del regno.
A Giacomo I successe il figlio, Carlo I, che era estremamente affezionato a Villiers, fino a quando quest'ultimo venne ucciso da John Felton, il 23 agosto 1628. Carlo è noto per non avere mai avuto un rapporto fisico con alcuno.

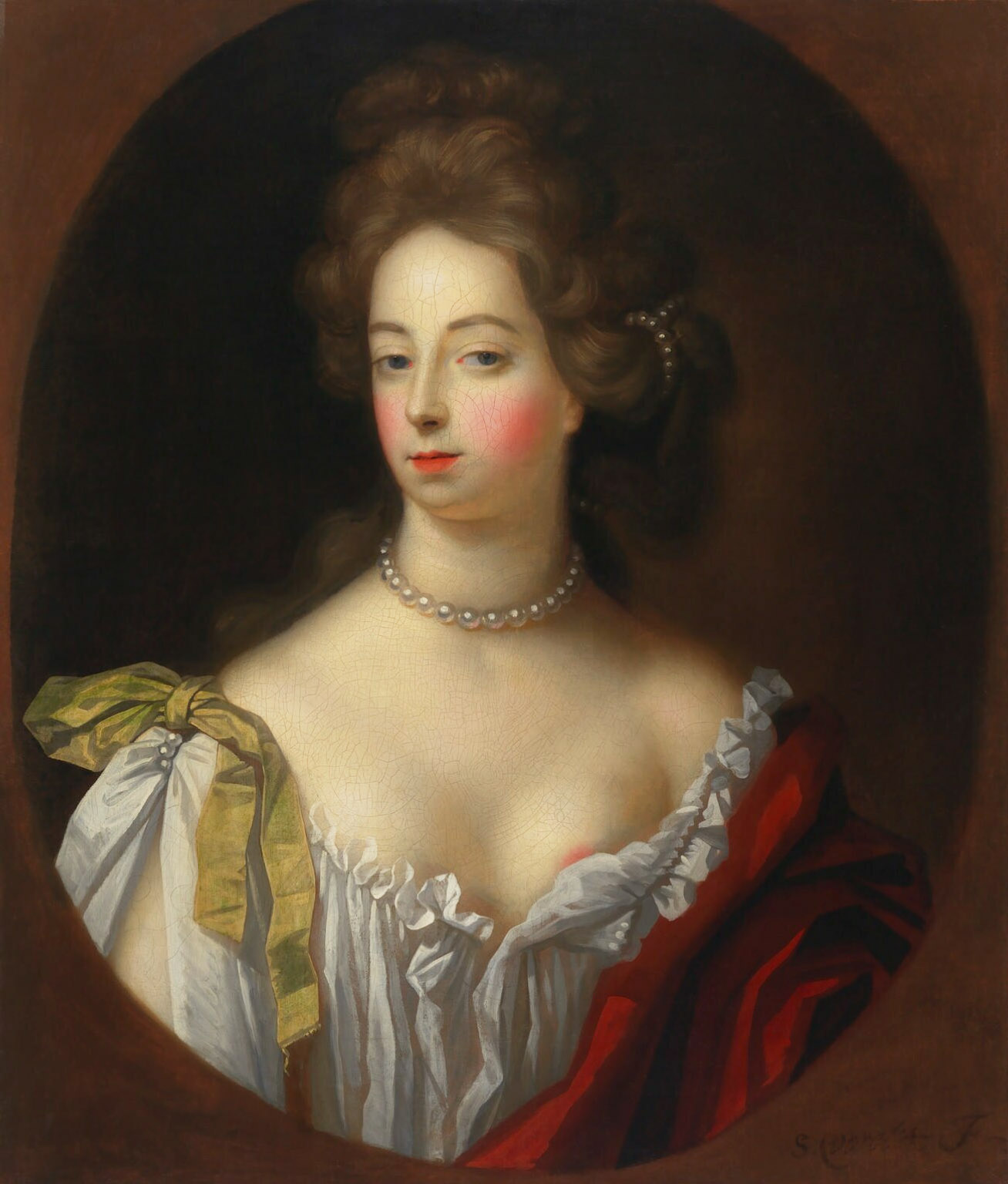
Ritratto di Nell Gwyn, di Simon Pietersz Verelst, 1680.

In contrasto con fedeltà di suo padre, Carlo II, è considerato il donnaiolo più famoso dei re inglesi. Nella lista delle sue amanti sono incluse: Lucy Walter, Barbara Villiers, Louise de Kérouaille, Ortensia Mancini, Nell Gwyn, Mary Davis, Winifred Wells, Jane Roberts, Lady Knight, Mary Bagot (vedova di Charles Berkeley, I conte di Falmouth) ed Elizabeth, contessa di Kildare. Tra queste ci sono sia nobili che donne comuni: Carlo è il primo monarca di cui siano registrate le proprie amanti delle classi inferiori. Da queste donne vennero riconosciuti quattordici figli illegittimi.
Barbara Villiers, era una donna ben nota per la sua promiscuità sessuale e aveva delle relazioni con almeno altri cinque uomini durante la sua relazione con il re (uno di questi era il figlio di Carlo e di Lucy Walter). Altre suoi amanti furono Louise de Kérouaille (una spia francese), Ortensia Mancini (di cui si diceva che fosse la più selvaggia e la più bella delle amanti di Carlo, tra l'altro nota per essere lesbica) ed infine Nell Gwyn, una famosa attrice di teatro.
Carlo II, nonostante avesse avuto molti figli illegittimi, non fu in grado di concepire un erede con la moglie Caterina di Braganza. Tuttavia, uno dei suoi figli illegittimi, James Scott, I duca di Monmouth, lanciò un'offerta per succedergli. Monmouth sostenne che Carlo aveva in realtà segretamente sposato sua madre, Lucy Walter, mentre erano in esilio sul continente (se fosse vero questo evento avrebbe Monmouth il legittimo erede al trono). La ribellione di Monmouth fallì poiché non era riuscito a produrre prove a sostegno della sua legittimità e poiché Lucy era considerata dagli storici come un amante reale piuttosto che una moglie segreta.
Carlo venne quindi succeduto dal fratello minore Giacomo II, che aveva almeno undici amanti. Egli era attratto da ragazze magre e da ragazzine giovani. Era cattolico, e suo fratello Carlo II scherzò sul fatto che le sue amanti fossero così brutte che erano state fornite come penitenza dai suoi confessori. Giacomo potrebbe avere avuto dei sensi di colpa dopo i suoi incontri sessuali con le sue amanti, e quando uno di loro, Anna Hyde, rimase incinta di un figlio nel 1660, la sposò nonostante la sua scarsa attrattiva. La sua amante più duratura, Arabella Churchill, è stato descritta come nient'altro che pelle e ossa.
Né Maria II, né Anna ebbero relazioni fisiche al di fuori del matrimonio, anche se Anna ha avuto intensi legami emotivi con Sarah Churchill, duchessa di Marlborough e poi con sua cugina Abigail Masham, baronessa Masham, entrambe le quali divennero politicamente importanti. D'altra parte Guglielmo III, il marito e co-sovrano di Maria II, fu l'amante di Elizabeth Villiers. Alcune fonti sostengono anche che Guglielmo fosse bisessuale e avesse una relazione sia con William Bentinck, I conte di Portland, che con Elisabetta Carlotta del Palatinato, duchessa di Orléans e cognata di Luigi XIV.

### Era Hannover (1714-1901)

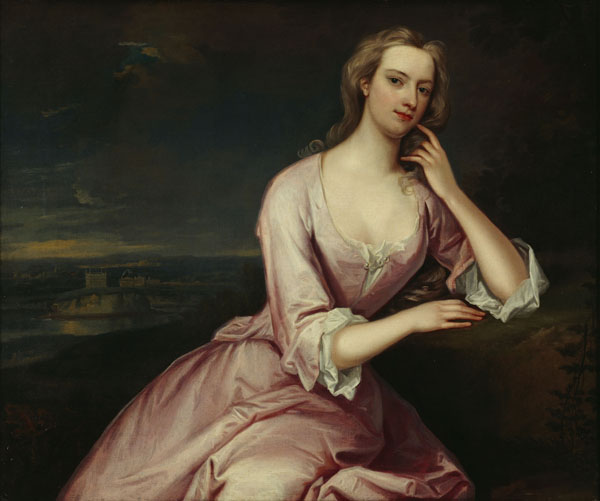
Ritratto di Henrietta Howard (1688−1767), di Charles Jervas (1675−1739), 1724.

Giorgio I, il re inglese che sapeva parlare solo tedesco, portò con sé nel Regno di Gran Bretagna la sua amante di lunga data: Melusine von der Schulenburg, così alta e magra da essere soprannominata "l'albero di maggio". Sophia von Kielmansegg, a volte indicata come un'amante di Giorgio I, era in realtà la sua sorellastra, poiché erano entrambi figli di Ernesto Augusto, Elettore di Hannover.
Giorgio II ebbe una sola amante ufficiale, Henrietta Howard, che mantenne questa posizione per oltre un decennio. È probabile che Giorgio II considerasse necessario avere un'amante, perché era molto innamorato di sua moglie Carolina di Brandeburgo-Ansbach. Giorgio II non ebbe altre amanti dopo la morte della moglie, il 20 novembre 1737, fino a quando incontrò Amalie von Wallmoden, contessa di Yarmouth.
Giorgio III seguì gli esempi più casti di suo padre Federico, principe di Galles e nonno Giorgio II. Egli non ebbe alcuna amante durante il suo regno. Tuttavia ammise di aver segretamente sposato Hannah Lightfoot prima del suo matrimonio con Carlotta di Meclemburgo-Strelitz.
Suo figlio Giorgio IV, primo principe reggente durante i periodi di follia di Giorgio III e poi re dopo la sua morte, portò avanti una relazione, che durava da venti anni, con una vedova, Mary Fitzherbert, con cui aveva vissuto e che considerava la sua vera moglie. Le altre sue amanti includono Mary Robinson, Frances Twysden, Grace Elliott, Isabella Seymour-Conway, marchesa di Hertford e Elizabeth Conyngham, marchesa Conyngham.
Giorgio IV e la sua moglie legittima Carolina di Brunswick vissero separatamente dal 1796 fino alla morte di lei il 7 agosto 1821. La loro unica figlia, la principessa Carlotta del Galles, nacque nei primi anni di matrimonio. Tra le amanti di Giorgio IV ci furono Isabella Ingram ed Elizabeth Denison. Gli successe il fratello minore Guglielmo IV il 26 giugno 1830. Guglielmo aveva convissuto con la sua amante Dorothea Jordan dalla fine del 1780 al 1811. Sposò Adelaide di Sassonia-Meiningen il 11 luglio 1818. Ebbero un matrimonio felice fino alla morte di lui il 20 giugno 1837.

### Era Sassonia-Coburgo-Gotha (1901-1917)
Il figlio della regina Vittoria, Edoardo VII, era noto per la sua infedeltà, tuttavia, essa veniva affrontata in maniera discreta. Tra le sue amanti vi erano Hortense Schneider (un'attrice francese), Giulia Barucci (che si vantava di essere "la più grande prostituta del mondo"), Susan Pelham-Clinton, Lillie Langtry (un'attrice che era stata corteggiata anche dal fratello di Edoardo e da un principe austriaco), Daisy Greville, contessa di Warwick e Alice Keppel, che di tutte le sue amanti aveva più potere politico e sedette al suo letto di morte nel 1910. Ebbe pochi figli illegittimi considerando il numero e la fecondità di cui godeva con la moglie Alessandra di Danimarca.

### Era Windsor (1917-oggi)
Tra i regnanti di Casa di Windsor, solo Edoardo VIII e Carlo III hanno portato avanti delle relazioni. Famosa è quella tra Edoardo VIII e la divorziata americana Wallis Simpson, amanti fin dal 1934. Quando nel 1936 Edoardo salì al trono, lei divorziò dal marito Ernest ed Edoardo era determinato a sposarla. Il 11 dicembre 1936 Edoardo abdicò e lasciò il Regno Unito, in modo da poter sposare Wallis e vivere in esilio.
Allo stesso modo, vi è l'attuale Re Carlo III. Il grande amore della sua vita non era la sua prima moglie Diana, principessa del Galles, ma la sua seconda e attuale moglie Camilla, duchessa di Cornovaglia (una pronipote di Alice Keppel, amante di Edoardo VII). Dopo il divorzio e la successiva morte di Diana, lui e Camilla non potevano ancora sposarsi a causa della forte opposizione dell'opinione pubblica. Tuttavia, l'ostilità pubblica si placò e una volta ricevuto il permesso dalla Regina nel 2005 si sono sposati con rito civile il 9 aprile 2005.